# Konrad Witz

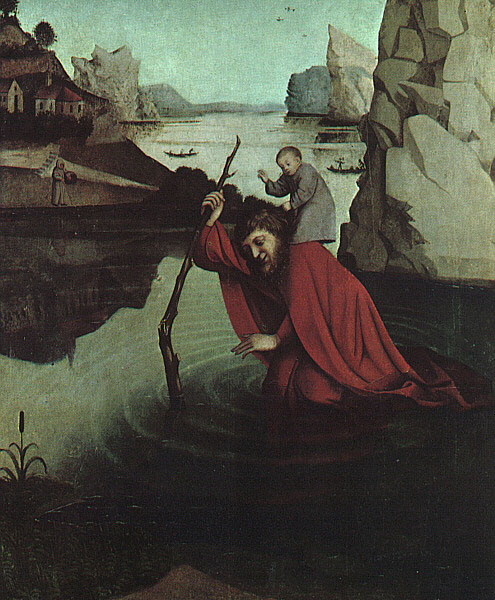
São Cristóvão, por Konrad Witz

Konrad Witz, por vezes escrito Conrad Witz (c. 1400-1410 provavelmente em Rottweil (Württemberg, Alemanha) - 1445 / 1446 em Basileia, Suíça) foi um pintor medieval, ativo principalmente em Basileia, na Suíça. Foi um dos representantes do gótico tardio. 
Seu painel 1444, The Miraculous Draft of Fishes (uma parte de um retábulo perdido) foi creditado como o mais antigo retrato fidelidade existente de uma paisagem na história da arte européia, sendo baseado na observação de características topográficas reais. 
Um dos seus últimos trabalhos e também um dos mais famosos, a Anunciação, pode ser visto no Germanisches Nationalmuseum, Nuremberg.